# Hermann zu Solms-Laubach
Hermann Maximilian Carl Ludwig Friedrich zu Solms-Laubach, född 23 december 1842 i Laubach vid Giessen, död 24 november 1915 i Strassburg, var en tysk greve, botaniker och paleobotaniker.

## Biografi
Solms-Laubach blev filosofie doktor i Berlin 1865. Han studerade därefter i Genève och företog 1866 en botanisk resa till Portugal. Han blev 1868 docent i botanik i Halle an der Saale, 1872 extra ordinarie professor i Strassburg, 1879 ordinarie professor och föreståndare för botaniska trädgården i Göttingen. Efter att 1883–1884 ha företagit en resa till Java och var han 1888-1908 ordinarie professor och föreståndare för botaniska trädgården i Strassburg. Han redigerade 1888–1908 "Botanische Zeitung" och sedan 1909 (tillsammans med Ludwig Josts och Friedrich Oltmanns) "Zeitschrift für Botanik". 
Hans verksamhet på det botaniska området är ovanligt mångsidig, och han samlade rik erfarenhet genom årligen företagna studieresor. Hans första och flera av hans senare arbeten rör sig om parasiter, bland annat Über den Bau und die Entwicklung der Ernährungsorgane parasitischer Phanerogamen (1868), Die Familie der Lennoaceæ (1870), Das Haustorium der Loranthaceen und der Thallus der Rafflesiaceen und der Balanophoreen (1875), Rafflesiaceæ (1878, 1901) och Hydnoraceæ (1879, 1901).
Arbeten, i vilka andra fanerogamfamiljer behandlas monografiskt, är Monographia pandanacearum (1878), Pontederiaceæ (1883), Caricaceæ (1889, 1893), i samband varmed kan nämnas Cruciferenstudien (I–IV, 1900, 1901, 1903, 1906). Andra arbeten behandlar vissa kulturväxter och deras historia, såsom fikonets (Die Herkunft, Domestication und Verbreitung des gewöhnlichen Feigenbaumes, 1882; Die Geschlechterdifferenzierung bei den Feigenbäumen, 1885; Über die Beobachtungen, die Herr Gustav Eisen zu San Francisco an den Smyrnafeigen gemacht hat, 1893), melonträdets (Die Heimat und der Ursprung des kultivierten Melonenbaumes, Carica Papaya, 1889), vetets och tulpanens (Weizen und Tulpe und deren Geschichte, 1899) samt smultronens (Unsere Erdbeeren und ihre Geschichte, 1907).
Han sysselsatte sig även med vissa kärlkryptogamer, marchantiacéer, svampar och i synnerhet alger. Beträffande de sistnämnda kan särskilt anföras hans arbeten Über die Fruchtentwicklung von Batrachospermum (1867), Die Corallineenalgen des Golfes von Neapel (1881), Entwickelung der Geschlechtsfrüchte bei Corallina (1882), Über die Algengenera Cymopolia, Neomeris und Bornetella (1892), Monograph of the Acetabularieæ (1895). På det växtgeografiska området märks Die leitenden Gesichtspunkte einer allgemeinen Pflanzengeographie (1905).
Solms-Laubach var även en framstående paleobotaniker och det var hans arbeten på detta område som gjorde honom mest berömd. Ett av de första av dessa behandlar Die Coniferenformen des deutschen Kupferschiefers und Zechsteins (1884), men flertalet rör sig om fossila växtdelar och dessas anatomiska byggnad, såsom bland annat Über die in den Kalksteinen des Culm enthaltenen Struktur bietender Pflanzenreste (I-IV, 1892, 1893, 1897, 1910), Über die Fructification von Bennettites Gibsonianus (1890), I tronchi di Bennettiteæ del musei italiani (tillsammans med Giovanni Capellini, 1892), Die strukturbietenden Pflanzengesteine von Franz Josefs Land (1904), Tietea singularis, ein neuer fossiler Pteridinenstamm aus Brasilien (1913).
Av största betydelse är dock hans Einleitung in die Paläophytologie vom botanischen Standpunkt aus (1887, engelsk upplaga 1891), i vilken, under kritisk behandling och med tillägg av egna iakttagelser, de dittills vunna botaniska resultaten angående forna perioders kärlkryptogamer och gymnospermer för första gången sammanfattades i ett arbete. Solms-Laubach påvisade, att dessa resultat i många viktiga avseenden kompletterar det botaniska systemet, såsom ju också naturligt är, då nutidens växtvärld framgått ur de forna geologiska periodernas. Paleobotanikens betydelse för de nutida växternas systematik är numera sedan länge allmänt erkänd, och Solms-Laubach, som betecknade sitt ifrågavarande arbete som ett första försök, hade glädjen att se detsamma vinna efterföljd, genom att engelsmannen Dukinfield Henry Scott tillämpade hans metod i sina berömda "Studies in Fossil Botany".
Solms-Laubach invaldes som utländsk ledamot av svenska Vetenskapsakademien 1894 och av Royal Society 1902. Han tilldelades Linnean Medal av Linnean Society i London 1911.